# Tașlîc, Stînga Nistrului
Tașlîc este un sat din Unitățile Administrativ-Teritoriale din Stînga Nistrului (Transnistria), estul Republicii Moldova. A fost atestat documentar pentru prima oară în 1745.
Conform recensământului din anul 2004, populația localității era de 3.224 locuitori, dintre care 3.163 (98.1%) moldoveni (români), 8 (0.24%) ucraineni si 43 (1.33%) ruși.

## Personalități

### Născuți în Tașlîc
- Filip Peciul (1913–1941), operator de film documentar sovietic și moldovean